# Пероксид калия
Пероксид калия — соединение  щелочного металла калия и кислорода с химической формулой K2O2. Белый порошок.

## Получение
- Окисление калия кислородом в аммиаке:

{\displaystyle {\mathsf {2\ K+O_{2}\ {\xrightarrow {-30^{o}C}}\ K_{2}O_{2}}}}
- Разложение надпероксида калия в вакууме:

{\displaystyle {\mathsf {2\ KO_{2}\ \xrightarrow {290^{o}C} \ K_{2}O_{2}+O_{2}\uparrow }}}
- Взаимодействие пероксида водорода и гидроокиси калия:

{\displaystyle {\mathsf {2\ KOH+(n+2)H_{2}O_{2}\ {\xrightarrow {0^{o}C}}\ K_{2}O_{2}\cdot nH_{2}O_{2}\downarrow +2\ H_{2}O}}}
образовавшийся сольват сушат над концентрированной H2SO4.

## Физические свойства
Пероксид калия представляет собой белый порошок, часто светло-жёлтый из-за примеси KO2.
При нагревании желтеет и плавится без разложения при избыточном давлении O2.
Имеет ионное строение (K+)2(O22-).
Кристаллы пероксида калия принадлежат к ромбической сингонии, пространственная группа P nnn, параметры ячейки a = 0,6736 нм, b = 0,7001 нм, c = 0,6479 нм, Z = 4.

## Химические свойства
- При нагревании пероксид калия выше температуры плавления разлагается:

{\displaystyle {\mathsf {2K_{2}O_{2}\ {\xrightarrow {500^{o}C}}\ 2K_{2}O+O_{2}}}}
- Взаимодействует с водой (по-разному при разных температурах):

{\displaystyle {\mathsf {K_{2}O_{2}+2H_{2}O\ {\xrightarrow {low\ \tau ^{o}C}}\ 2KOH+H_{2}O_{2}}}}
{\displaystyle {\mathsf {2K_{2}O_{2}+2H_{2}O\ {\xrightarrow {\tau ^{o}C}}\ 4KOH+O_{2}\uparrow }}}
- Реакция с кислотой тоже зависит от температуры:

{\displaystyle {\mathsf {K_{2}O_{2}+2HCl\ {\xrightarrow {low\ \tau ^{o}C}}\ 2KCl+H_{2}O_{2}}}}
{\displaystyle {\mathsf {2K_{2}O_{2}+2H_{2}SO_{4}\ {\xrightarrow {\tau ^{o}C}}\ 2K_{2}SO_{4}+2H_{2}O+O_{2}\uparrow }}}
- Поглощает углекислоту из воздуха:

{\displaystyle {\mathsf {2K_{2}O_{2}+2CO_{2}\ {\xrightarrow {\ \ }}\ 2K_{2}CO_{3}+O_{2}\uparrow }}}
- На воздухе медленно взаимодействует с кислородом:

{\displaystyle {\mathsf {K_{2}O_{2}+O_{2}\ {\xrightarrow {\ \ }}\ 2KO_{2}}}}